# 세스토캄파노
세스토캄파노(이탈리아어: Sesto Campano)는 이탈리아 몰리세주 이세르니아도의 코무네다. 캄포바소로부터 남서쪽 50km, 이세르니아로부터 남서쪽으로 25km 거리에 있다.